# 古瀬俊介
古瀬 俊介（ふるせ しゅんすけ、1961年4月19日 - ）は、フリーアナウンサー。元茨城放送（現在のLuckyFM茨城放送）アナウンサー。

## 来歴・人物
- 神奈川県藤沢市出身[1]。
- 1980年、神奈川県立藤沢西高等学校卒業。
- 1985年、専修大学法学部卒業。
- 1986年、当時の茨城放送にアナウンサーとして入社[1]。
- 2013年12月をもって茨城放送を退職した。以降、フリーアナウンサーとして茨城県内を中心に活動している。
- 好きなスポーツは野球、サッカー、テニス。野球とテニスは学生時代までに経験あり。
- LuckyFM茨城放送の社長を務める阿部重典は友達であり、ライバルでもある。
- 愛称は「ローズポーク」。この愛称は阿部からつけられた。理由は阿部と同じ茨城放送のアナウンサーであり、部署も同じであることと、茨城県に住んでいることと、豚に似ている体格であることに由来している。体重は本人曰く、83kgである。

## 現在の担当番組
- 「UUラジオ・854!」（牛久コミュニティ放送） - [生放送]毎週火曜日 10:00 - 12:00/[再放送]毎週火曜日 17:00 - 19:00[2]

## 過去に担当した番組
茨城放送
- クレオサウンドシティ[1]
- IBSイブニングスコープ[1]
- IT's きたかん（日曜 13:00 - 16:00）

栃木放送と同時放送。制作は週代わりで交代。茨城放送からは古瀬俊介が（2011年10月9日）より、栃木放送からは矢野健一が担当。
- 夕刊ほっと（月曜日 - 金曜日 16:00 - 18:15）　火・木・金担当パーソナリティー
- がんばれ!!鹿島アントラーズ（プロ野球シーズン期間は月曜日18:15 - 18:45　シーズンオフ期間は日曜日18:30 - 19:00） - パーソナリティー
- ホーリーホックマガジン（月曜日21:30 - 21：40）　パーソナリティー
- こちら110番（日曜日10:00 - 10:10　司会兼聞き手）
- 高校野球・マラソン・サッカーJリーグなどのスポーツ実況やレポーターなど
- JUMP!（月曜日 - 金曜日 21:00 - 22：00） - 火担当パーソナリティー
- 日産イブニングウェーブ（プロ野球期間は月曜日 - 土曜日 18:00 - 18:15　プロ野球期間以外は月曜日 - 土曜日 18:00 - 18:30） - パーソナリティー
- パンパカパラダイス 今夜もきかナイト!
- 朝からおじゃまします!
- 古瀬俊介の朝から満塁ホームラン→俊介・彰子の昼までドンドン - パーソナリティー
- football いばらき（毎週水曜日 21:30 - 21:55）

その他多数
FMぱるるん
- 「Awesome Sports」（毎週月曜日 24:00 - 26:00）※生放送
- 「FOOTBALL LABORATORY」（毎週火曜日 16:00 - 17:00/[再放送]毎週金曜日 21:00 - 22:00）※COMBOX310内サテライトスタジオより生放送。

牛久コミュニティ放送
- 「ぎゅぎゅっとラジオ854」（レポーター） - [生放送]毎週木曜日 13:00 - 15:00/[再放送]毎週木曜日 20:00 - 22:00）